# 亲王庭院
亲王庭院（荷兰语：Prinsenhof）是比利时东佛兰德省根特的一座历史建筑，原为佛兰德伯爵的官邸。14世纪伯爵城堡废弃之后，最迟自1366年起，佛兰德伯爵已开始使用此处, 此前这里是金融家西蒙·德·米拉贝洛的住所。好人菲利普（1396-1467）在青年时代住在这里，进行彻底重建。1500年，神圣罗马帝国皇帝查理五世出生于此。今天只有后门幸存了下来。

## 相册

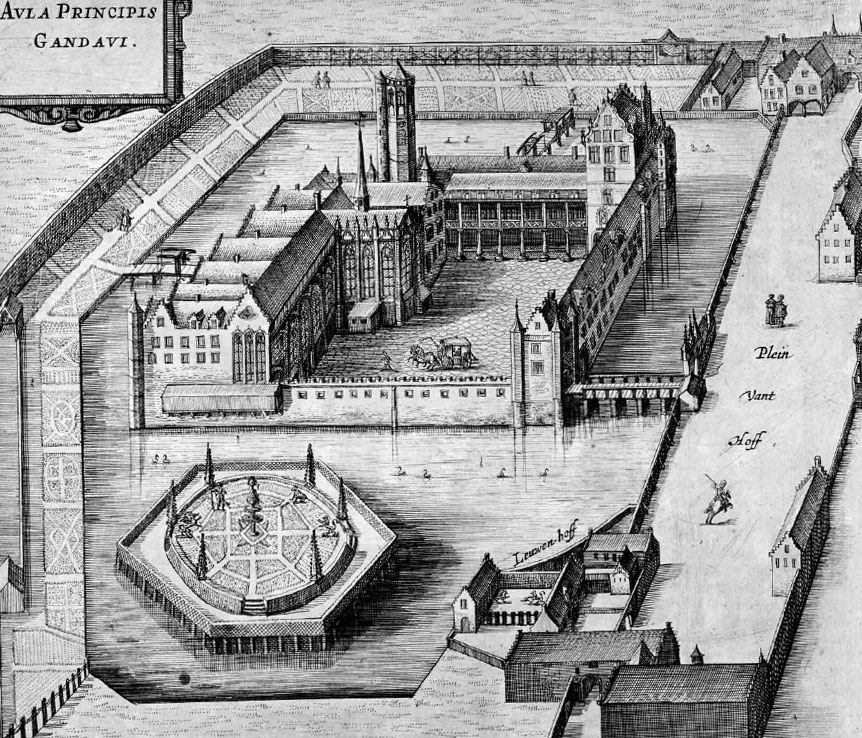
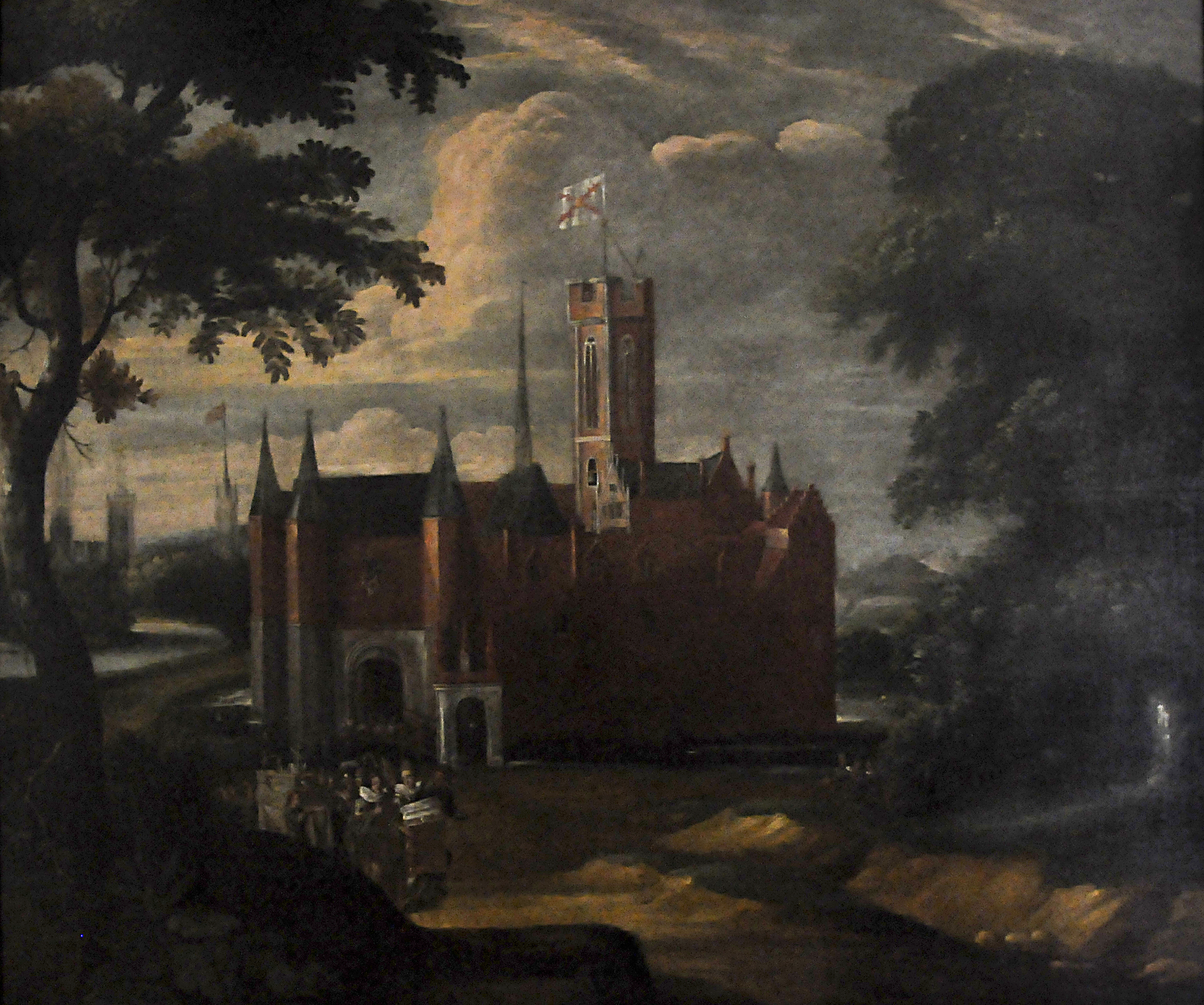
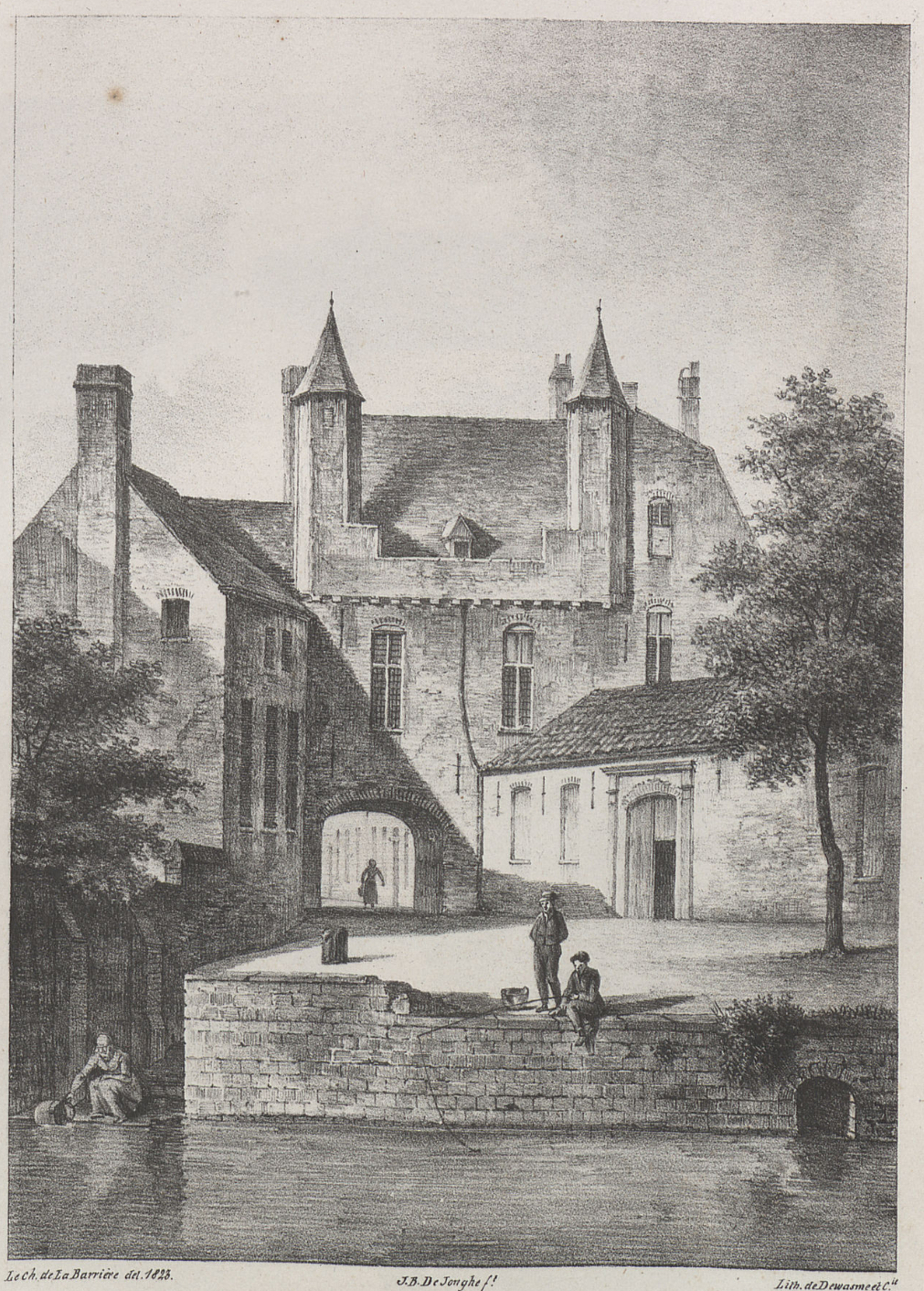
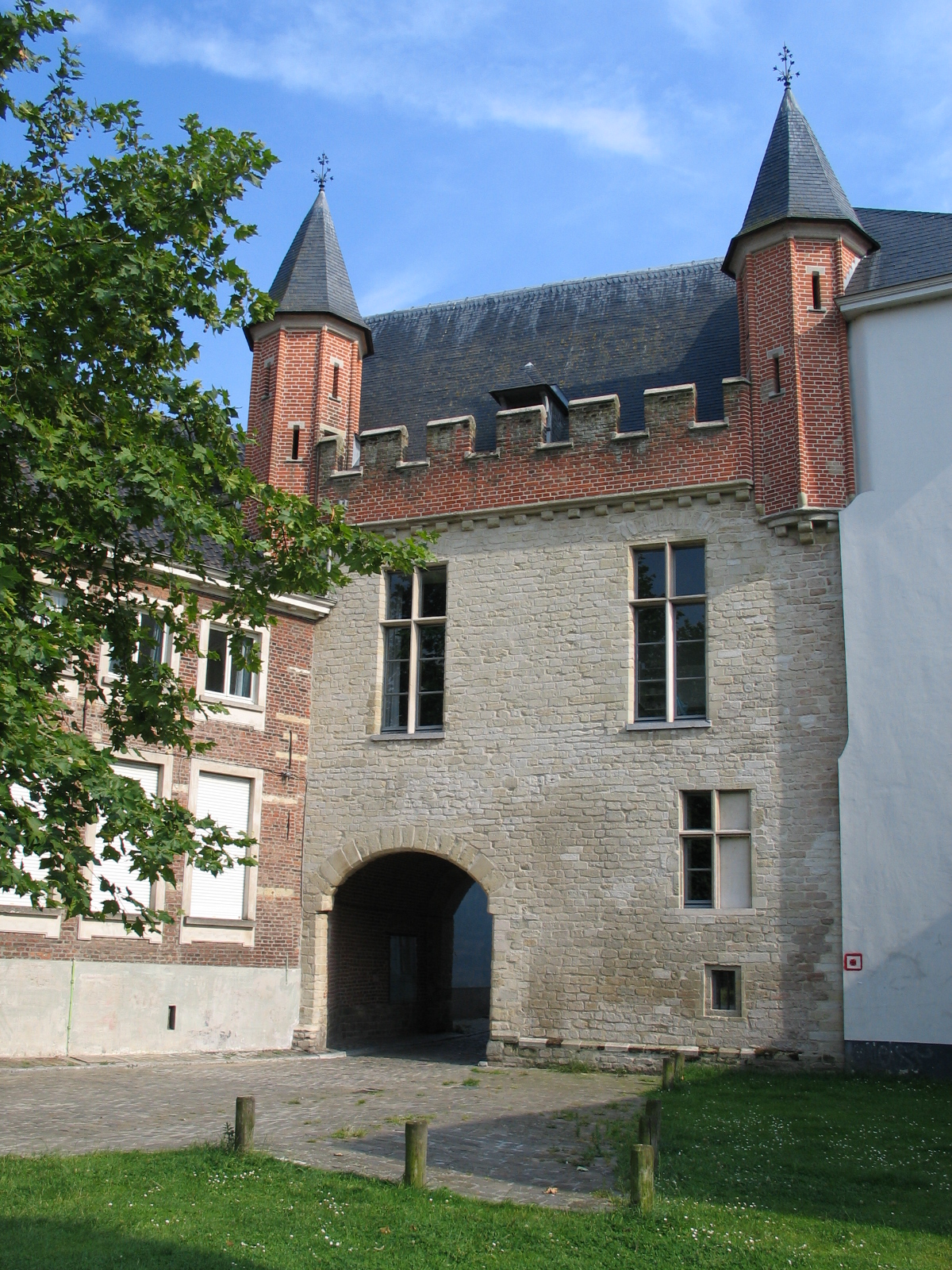